# Biologiska norrlandsgränsen
Biologiska norrlandsgränsen eller klimatologiska norrlandsgränsen, Norrlandsgränsen, Limes Norrlandicus, kallas den klimatologiska gränszon som löper över Sverige mellan södra Värmland i väster och Gästrikland i öster och som även utgör en påtaglig vegetationsgräns mellan den högläntare, boreala zonen och relativt artfattiga naturlandskapet mot norr (norrlandsterräng) och det varmare, boreonemorala och artrikare området söderut i landet. Gränszonen anges som sydgräns för vissa nordliga arter och nordgräns för vissa sydliga arter. Termen är formad av Rutger Sernander. Denna gräns skiljer sig dock från den naturgeografiska gränsen, den demografiska gränsen och den kulturhistoriska gränsen, varav den sistnämnda definierats av Dalälven, beskrivet av Ericus Olai på 1460-talet.

Norrlands landskap

Den biologiska norrlandsgränsen beror på flera samverkande faktorer:
- Gränsen i terrängen mellan Mälardalens och Vänerns slätter (Mellansvenska sänkan) och det nordsvenska höglandet (norrlandsterräng), som löper i nordostlig riktning genom norra Dalsland, södra Värmland, västra Närke, västra Västmanland, södra Dalarna och västra Gästrikland för att nå kusten i sydöstra Hälsingland.
- Den forna högsta kustlinjen vilken har betydelse i och med att sediment avlagrats nedanför denna, sedimenteringar som i dag utgör bördig åkermark.
- Klimatet, i och med att vindarna i viss mån styrs av terrängen och att snötäcket ligger kvar längre på högre höjder.

Gränsen är dock inte helt exakt, utan varierar från art till art. Direkt felaktigt är antagandet att Dalälven skulle utgöra något slags gräns i klimatologisk mening; Dalälven skär biologiska norrlandsgränsen delvis i rät vinkel - och äldre antaganden att ek inte växer norr om denna gräns stämmer inte, och har möjligen aldrig stämt.
Gränsen är också gräns för taigans utbredning och skiljer ut det norra barrskogsområdet från det södra blandskogsområdet. Naturens förutsättningar har varit förutsättningarna för människans kulturella levnadsbetingelser och utmed Limes kan man också skönja dessa spår i form av fäbodkulturens utbredning.